# Grupp E i världsmästerskapet i fotboll 1986
Matcherna i Grupp E i Världsmästerskapet i fotboll 1986 pågick från 4 till 13 juni 1986.
| Nr | Lag          | S | V | O | F | GM | IM | MS | P |
| -- | ------------ | - | - | - | - | -- | -- | -- | - |
| 1  | Danmark      | 3 | 3 | 0 | 0 | 9  | 1  | +8 | 6 |
| 2  | Västtyskland | 3 | 1 | 1 | 1 | 3  | 4  | −1 | 3 |
| 3  | Uruguay      | 3 | 0 | 2 | 1 | 2  | 7  | −5 | 2 |
| 4  | Skottland    | 3 | 0 | 1 | 2 | 1  | 3  | −2 | 1 |

## Uruguay mot Västtyskland
|  | 4 juni 1986 12:00 | Estadio La Corregidora, Querétaro000 |

|              | Uruguay         | 1 – 1      | Västtyskland |  |
| Alzamendi 4′ | (1 – 0) Rapport | Allofs 84′ |              |  |
|              |                 |            |              |  |

|  |  |  |

| Domare: Vojtěch Christov (Tjeckien) | Publik: 30 500 |  |

## Skottland mot Danmark
|  | 4 juni 1986 16:00 | Estadio Neza 86, Nezahualcóyotl000 |

|  | Skottland       | 0 – 1             | Danmark |  |
|  | (0 – 0) Rapport | Elkjær Larsen 57′ |         |  |
|  |                 |                   |         |  |

|  |  |  |

| Domare: Lajos Nemeth (Ungern) | Publik: 18 000 |  |

## Västtyskland mot Skottland
|  | 8 juni 1986 12:00 | Estadio La Corregidora, Querétaro000 |

|                       | Västtyskland    | 2 – 1        | Skottland |  |
| Völler 23′ Allofs 49′ | (1 – 1) Rapport | Strachan 18′ |           |  |
|                       |                 |              |           |  |

|  |  |  |

| Domare: Ioan Igna (Rumänien) | Publik: 30 000 |  |

## Danmark mot Uruguay
|  | 8 juni 1986 16:00 | Estadio Neza 86, Nezahualcóyotl000 |

|                                                                | Danmark         | 6 – 1                  | Uruguay |  |
| Elkjær Larsen 11′, 67′, 80′ Lerby 41′ Laudrup 52′ J. Olsen 88′ | (2 – 1) Rapport | Francescoli 45′ (str.) |         |  |
|                                                                |                 |                        |         |  |

|  |  |  |

| Domare: Antonio Márquez Ramírez (Mexiko) | Publik: 26 500 |  |

## Danmark mot Västtyskland
|  | 13 juni 1986 12:00 | Estadio La Corregidora, Querétaro000 |

|                                 | Danmark         | 2 – 0 | Västtyskland |  |
| J. Olsen 43′ (str.) Eriksen 62′ | (1 – 0) Rapport |       |              |  |
|                                 |                 |       |              |  |

|  |  |  |

| Domare: Alexis Ponnet (Belgien) | Publik: 36 000 |  |

## Skottland mot Uruguay
|  | 13 juni 1986 12:00 | Estadio Neza 86, Nezahualcóyotl000 |

|  | Skottland | 0 – 0 | Uruguay |  |
|  | Rapport   |       |         |  |
|  |           |       |         |  |

|  |  |  |

| Domare: Joël Quiniou (Frankrike) | Publik: 20 000 |  |